# Lithobates sevosus
Lithobates sevosus är en groddjursart som först beskrevs av Coleman J. Goin och M. Graham Netting 1940.  Lithobates sevosus ingår i släktet Lithobates och familjen egentliga grodor. IUCN kategoriserar arten globalt som akut hotad. Inga underarter finns listade i Catalogue of Life.